# Ali Rida ar-Rikabi
Ali Rida ar-Rikabi, arab. ‏علي رضا الركابي‎ (ur. 1864, zm. 25 maja 1942 w Damaszku) – syryjski i jordański wojskowy oraz polityk, uczestnik powstania arabskiego w latach 1916–1918.

## Życiorys
Ukończył Akademię Wojskową w Stambule i rozpoczął karierę wojskową w armii osmańskiej. Był dowódcą wojsk tureckich stacjonujących w Jerozolimie, następnie burmistrzem Medyny i dowódcą tamtejszego garnizonu. Jako jeden z najwierniejszych oficerów armii osmańskiej pochodzenia arabskiego otrzymał tytuł paszy. Krótko przed 1914 powierzono mu dowodzenie siłami osmańskimi w Bagdadzie, jednak krótko po wybuchu I wojny światowej został zwolniony ze stanowiska, oskarżony o defetystyczną postawę, gdyż przewidywał klęskę Turków.

### Arabska rewolta i działalność w Syrii
W 1916 dołączył do powstania arabskiego. W 1918, po faktycznym powstaniu państwa arabskiego (Syrii), od 1920 Królestwa Wielkiej Syrii z Fajsalem I jako monarchą, otrzymał od niego stanowisko wojskowego gubernatora Damaszku. Fajsal mianował go również pierwszym premierem Syrii. Krótko po utworzeniu rządu ar-Rikabiego na wybrzeżu syryjskim wylądowały wojska francuskie, aby zgodnie z ustaleniami mocarstw, nieuwzględniających aspiracji politycznych Arabów, ustanowić w Syrii francuskie terytorium mandatowe. Po wkroczeniu Francuzów do Latakii i wystosowaniu przez nich ultimatum, w którym domagali się od Fajsala abdykacji, ar-Rikabi odmówił wysłania podległych sobie wojsk do walki z Francuzami, uznając, że była ona skazana na klęskę. W lipcu 1920 ar-Rikabi zrzekł się stanowiska premiera. Po klęsce Arabów i ustanowieniu mandatu został skazany na śmierć, zdołał jednak zbiec do Ammanu.

### Działalność w Transjordanii
Po przybyciu do Ammanu ar-Rikabi został jednym z wojskowych doradców emira Abd Allaha, który następnie mianował go premierem. Ar-Rikabi zgromadził wokół siebie polityków pochodzenia syryjskiego, którzy również zbiegli w 1920 z Damaszku. Mieli oni istotny udział w budowaniu w Jordanii nowoczesnego państwa. W 1922 ar-Rikabi prowadził w imieniu emira Abd Allaha negocjacje z Brytyjczykami, starając się o uzyskanie dla Transjordanii pełnej niepodległości. Zakończyły się one niepowodzeniem, emiratowi zagwarantowano jedynie autonomię.

### Powrót do Syrii
W 1924 ar-Rikabi uzyskał, po wydaniu przez władze mandatowe amnestii, możliwość powrotu do Syrii. W 1931 założył Partię Monarchistyczną, skupiającą dawnych doradców Fajsala i oficerów armii osmańskiej, domagającą się restauracji monarchii haszymickiej w Syrii i powrotu na tron Fajsala, króla Iraku. W 1932 zdobył mandat do parlamentu niesuwerennej Republiki Syryjskiej, bez powodzenia startował w wyborach prezydenckich. Rok później, gdy Fajsal zmarł, ar-Rikabi wycofał się z polityki.